# 小沼純一
小沼 純一（こぬま じゅんいち、1959年8月13日 ‐ ）は、日本の音楽・文化批評家・詩人。早稲田大学文学学術院教授。

## 略歴
東京都生まれ。小学校から高校まで暁星学園に学ぶ。学習院大学文学部フランス文学科卒業。製薬会社に勤務しながら、文学、美術、音楽についての文章を多数発表し、流通経済大学・国立音楽院等での勤務・講演を経て、2001年より早稲田大学文学部客員教授（小説家など研究者ではない人が実務教員として最大5年つとめるのが第一文学部の慣例）。2002年助教授（実務教員の客員教授から研究職枠の助教授への就任は異例）、現在、文学学術院教授（学部改組後は実務教員枠の講座に収まる）。
1998年第8回出光音楽賞（学術・研究部門）受賞。横浜市芸術文化振興財団理事、横浜みなとみらいホール企画委員会委員なども務める。
音楽批評・学術的研究とは相容れない、独自の感性によって幅広い活動の射程を持つ。聴取行為、聴取空間にも配慮した独特な語り口で、音、音楽、音楽家について論じる一方、文学、映画、美術、ダンス等、芸術全般にわたる横断的な批評活動を展開している。雑誌、出版メディアへの露出も多い。ライナーノーツも多数執筆している。

## 著書
- 『し あわせ』（思潮社 1989）詩集
- 『アルベルティーヌ・コンプレックス』（七月堂 1992）詩集
- 『音楽探し 20世紀音楽ガイド』（洋泉社 1993）
- 『いと、はじまりの』（思潮社 1994）詩集
- 『ピアソラ』（河出書房新社 1997）
- 『ミニマル・ミュージック その展開と思考』（青土社 1997）
- 『武満徹 音・ことば・イメージ』（青土社 1999）
- 『パリのプーランク その複数の肖像』（春秋社 1999）
- 『アライヴ・イン・ジャパン 日本で音楽する外国人たち』（青土社 2000）
- 『サウンド・エシックス これからの「音楽文化論」入門』（平凡社新書 2000）
- 『バカラック、ルグラン、ジョビン 愛すべき音楽家たちの贈り物』（平凡社 2002）
- 『武満徹 その音楽地図』（PHP新書 2005）
- 『バッハ「ゴルトベルク変奏曲」世界・音楽・メディア』（みすず書房 2006）
- 『サイゴンのシド・チャリシー』（書肆山田 2006）
- 『魅せられた身体 旅する音楽家コリン・マクフィーとその時代』（青土社 2007）
- 『はたらくって何? あたらしいシゴト論』アスペクト 2008
- 『発端は、中森明菜 ひとつを選びつづける生き方』実務教育出版 2008
- 『無伴奏 イザイ、バッハ、そしてフィドルの記憶へ』アルテスパブリッシング 2008
- 『映画に耳を 聴覚からはじめる新しい映画の話』DU BOOKS、2013
- 『音楽に自然を聴く』平凡社新書、2016
- 『SOTTO』七月堂、2020 詩集
- 『本を弾く 来るべき音楽のための読書ノート』東京大学出版会、2019
- 『しっぽがない』青土社、2020
- 『リフレクションズ』彩流社、2024

### 編・監修
- 共編『サウンド派映画の聴き方』（フィルムアート社 1999）
- 監修『あたらしい教科書・音楽』（プチグラ・パブリッシング 2006）
- 編『武満徹対談選 仕事の夢 夢の仕事』（ちくま学芸文庫 2008）
- 編『武満徹エッセイ選 言葉の海へ』（ちくま学芸文庫 2008）
- 編『高橋悠治対談選』（ちくま学芸文庫 2010）
- 編『柴田南雄著作集』（全3巻、国書刊行会 2015）
- 責任編集『ユリイカ 総特集 エリック・サティの世界』2016年1月臨時増刊号、青土社

### 翻訳
- マルグリット・デュラス『廊下で座っているおとこ』（書肆山田 1994）
- カトリーヌ・モンディエ=コル＋ミシェル・コル『身長の神話 巨人伝説から遺伝子操作まで』西村薫共訳（工作舎 1994）
- 『ジョン・ケージ著作選』ちくま学芸文庫、2009

## 出演作品
- スコラ 坂本龍一 音楽の学校 2010年から2014年